# Oxylabes
Oxylabes là một chi chim trong họ Bernieridae.

## Các loài
- Oxylabes madagascariensis